# Beaupuy (Tarn-et-Garonne)
Beaupuy is een gemeente in het Franse departement Tarn-et-Garonne (regio Occitanie) en telt 173 inwoners (1999). De plaats maakt deel uit van het arrondissement Montauban.

## Geografie
De oppervlakte van Beaupuy bedraagt 12,2 km², de bevolkingsdichtheid is 14,2 inwoners per km².
De onderstaande kaart toont de ligging van Beaupuy (Tarn-et-Garonne) met de belangrijkste infrastructuur en aangrenzende gemeenten.

## Demografie
Onderstaande figuur toont het verloop van het inwonertal (bron: INSEE-tellingen).